# Addenbrooke's Hospital
Addenbrooke's Hospital est un grand centre hospitalier universitaire à Cambridge en Angleterre. Il fut fondé en 1766 pour la somme de 4 000 £ grâce à la volonté du docteur John Addenbrooke, fellow de St Catharine's, un des collèges constituants de l'université de Cambridge. Initialement situé sur Trumpington Street, l'hôpital fut transféré en 1976 sur son site actuel, au sud de Cambridge, et a longtemps été surnommé New Addenbrooke's (le nouvel Addenbrooke's).
Bien que dirigé par l'organisme indépendant Addenbrooke's National Health Service Trust, l'hôpital est étroitement lié à l'université de Cambridge et l'école de médecine de l'université se trouve sur le site même d'Addenbrooke. Chaque année, environ 120 nouveaux medecins y sont formés (soit environ la moitié des étudiants en médecine, l'autre moitié finissant ses études à Londres ou Oxford).
Ces dernières années, Addenbrooke's est presque devenue une mini-ville autonome avec, un peu avec à la façon d'un aéroport, ses galeries et son propre centre commercial, sa cafétéria, son centre de remise en forme et même des logements. Le centre commercial, ouvert en 1989, fut une première pour un hôpital et a été complètement rénové et agrandi en 1999. Le site continuant à se transformer en véritable campus de biotechnologie, Addenbroke attire toujours de plus en plus de laboratoires de recherche de l'industrie pharmaceutique.
Addenbrooke's est desservi par une gare routière très fréquentée située à l'entrée de l'hôpital mais les problèmes de transport restent omniprésents vu le nombre important de personnes qui arrivent chaque jour. L'espace réservé au parking se réduit également pour laisser la place à de nouveaux bâtiments. Le personnel, les patients et visiteurs sont donc fortement incités à venir en bus ou à vélo.